# Iwaoa
Iwaoa is een geslacht van weekdieren uit de klasse van de Gastropoda (slakken).

## Soort
- Iwaoa reticulata Kuroda, 1953